# 范巨倆
范巨倆（越南语：／；944年—984年），一作范巨量（越南语：／），《越史略》作范巨備（越南语：／），越南丁朝、前黎朝時期的將領。
范巨倆是曲江茶鄉（今屬海陽省南策縣）人，祖父是吳朝將領范令公。丁部領崛起後，范巨倆率2000人投奔了丁部領，後來成為十道將軍黎桓的心腹。
979年，丁部領被弑，其幼子丁璿繼位。黎桓掌權，稱副王。980年，宋太宗以剷除專權的黎桓為名，派兵南侵。黎桓任命范巨倆為大將軍，剛要出兵之時，范巨倆便與各將軍著戎裝入十道將軍府中，煽動部下發動兵變，要擁立黎桓為皇帝。部下皆高呼萬歲，皇太后楊雲娥便以黃袍加於黎桓之身，讓黎桓登基，改元天福，將丁璿降封衛王。范巨倆隨即被黎桓冊封為太尉。翌年，黎桓擊退宋軍的入侵。
982年，隨黎桓征討占城。黎桓征討占城時，過銅鼓山、至婆和江，路途艱難，難以往來。黎桓派范巨倆至驩州，指揮建多蓋港。
984年，范巨倆逝世。
范巨倆被後世的越南人尊為獄神。在《粵甸幽靈集》裡，范巨倆被稱為「洪聖佐治大王」。